# Paola Shyle
Paola Shyle (* 16. Februar 1999) ist eine albanische Leichtathletin, die sich auf den Sprint spezialisiert hat.

## Sportliche Laufbahn
Erste internationale Erfahrungen sammelte Paola Shyle im Jahr 2015, als sie bei den Junioren-Balkan-Meisterschaften in Pitești in 26,93 s den achten Platz im B-Lauf über 200 Meter belegte. Im Jahr darauf schied sie bei den U18-Balkan-Meisterschaften in Kruševac mit 12,86 s in der Vorrunde im 100-Meter-Lauf aus und 2017 gelangte sie bei den Balkan-Meisterschaften in Novi Pazar mit 13,22 s auf den achten Platz im B-Finale über 100 Meter. 2018 schied sie bei den Balkan-Meisterschaften in Stara Sagora mit 12,8 s im Vorlauf über 100 Meter aus und auch bei den Balkan-Meisterschaften im Jahr darauf in Prawez kam sie mit 13,26 s nicht über die Vorrunde hinaus. 2022 schied sie bei den Balkan-Meisterschaften in Craiova mit 13,24 s erneut im Vorlauf aus und im Jahr darauf wurde sie bei der 3. Liga der Team-Europameisterschaft im Rahmen der Europaspiele in Chorzów mit der albanischen 4-mal-100-Meter-Staffel in 48,22 s Erste im B-Lauf. 2024 verpasste sie bei den Balkan-Hallenmeisterschaften in Istanbul mit 8,05 s den Finaleinzug im 60-Meter-Lauf und gewann mit der 4-mal-400-Meter-Staffel in 4:07,72 min die Bronzemedaille hinter den Teams aus der Türkei und Kroatien. Im Jahr darauf schied sie dann bei den Balkan-Hallenmeisterschaften in Belgrad mit 7,84 s im Vorlauf über 60 Meter aus. Ende Juni wurde sie bei der 3. Liga der Team-Europameisterschaft in Maribor in 12,05 s Erste im B-Lauf über 100 Meter sowie in 47,73 s auch über 4-mal 100 Meter. Anschließend verpasste sie bei den Balkan-Meisterschaften in Volos mit 12,27 s den Finaleinzug.
2020 wurde Shyle albanische Meisterin im 100-Meter-Lauf.

## Persönliche Bestleistungen
- 100 Meter: 12,05 s (+1,0 m/s), 24. Juni 2025 in Maribor
  - 60 Meter (Halle): 7,84 s, 15. Februar 2025 in Belgrad
- 200 Meter: 26,93 s (+1,3 m/s), 8. Juli 2015 in Pitești